# Odozana lutescens
Odozana lutescens är en fjärilsart som beskrevs av Max Wilhelm Karl Draudt 1918. Odozana lutescens ingår i släktet Odozana och familjen björnspinnare. Inga underarter finns listade i Catalogue of Life.